# 香港警察歷史
香港警察歷史已有180年，自香港開埠后，經過多番脫變和轉捩點；從首階段的殖民地警察部隊、於1970年代起現代化，至1990年代初期起進入第三階段，發展成為服務型的警察隊伍。香港警隊為全世界之三、亞洲之二（馬來西亞警隊亞洲歷史最久，1807年成立）擁有現代警察制度以維持公共安全的警務機關。

## 香港開埠初期

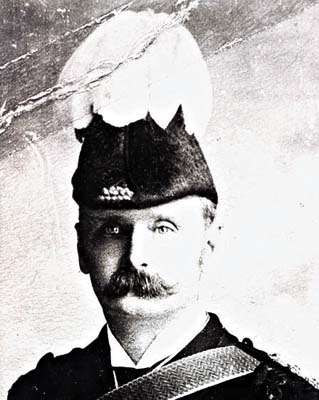
首任總裁判司──威廉·堅

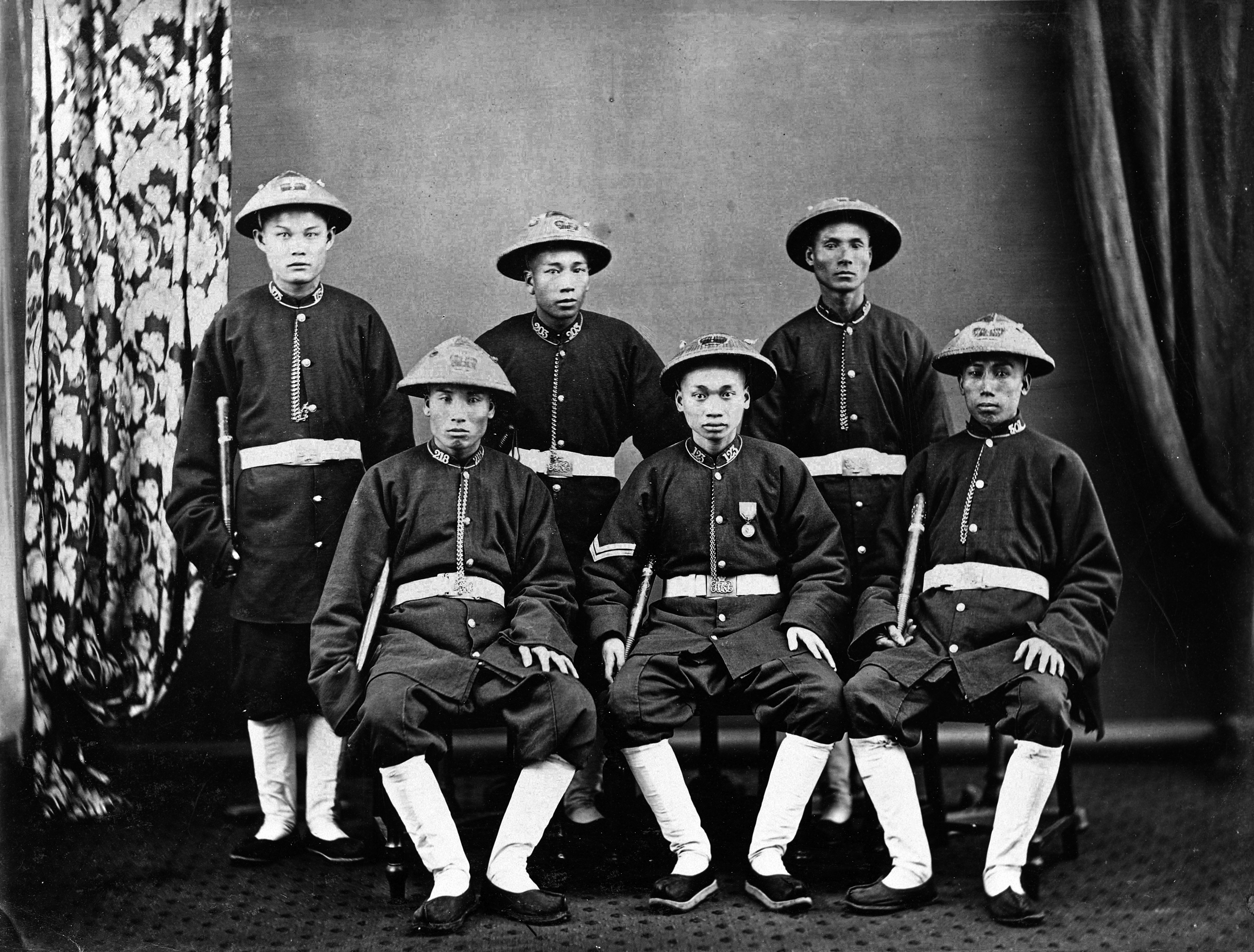
十九世紀後期的香港華人警察。

1841年1月26日，英國軍隊在西營盤登陸香港島。英國公使義律上尉基於習慣法，於同年2月2日向香港居民頒發兩條法令：華人繼續使用《大清律例》，惟廢除一切的酷刑，非華人則遵從《英國法律》。同年4月，堅偉出任總理巡撫，由軍隊中抽調人手執行法例。義律於4月30日委任第26步兵團堅偉上尉為首席總裁判司，並且撥出1,400英鎊財政預算用以建立警察隊、興建一座監獄及作為32名差人和文職人員的薪金。
經過3年多的籌備，政府於1844年5月1日根據1844年法令第12號（No.12 of 1844）在憲報上宣佈正式成立殖民地警察隊（Colonial Police Force）──Hong Kong Police Force。同時通過首條警察法例，授抒警務人員權力執行職務。首家差館（即現今的警署）為大館（指舊中區警署，於1845年在上環荷李活道差館上街竣工）。此前的3年間，香港已經具備臨時性質的警察隊。惟至此法例頒布後，香港方才建立起一支具有紀律性及專業化的執法機構。當時，此種組織仍然是一個新的構想，英國倫敦警察廳（世界之首個擁有現代警察制度以維持治安的警務機關）亦只是於12年前成立。
創隊次年3月，倫敦警察廳警司梅理抵達香港接管警察隊，成為首任警察隊長。梅理以愛爾蘭警察隊的制度為藍本，將香港警察隊發展至171人，在中區、香港仔及赤柱興建差館，同時首次招募華人，又提高對新入職的差人的要求。亦在同年，警隊退休金正式成立，以保障警員的福利。
早期的警察事務極為廣泛，除了負責公共安全，亦需要肩負起人口登記、出入境事務、海關、消防、稅收、簽發牌照（包括出生證明書、身份證、商業、轎子、山兜、人力車、車輛、妓院、大煙及狗等）、郵政、小販管理及潔淨局的相關事務等等。
1862年，英國獲得九龍半島主權後，香港人口急速膨脹至120,000人，政府隨即重新組織警察隊，實施嚴明紀律制度。同年，昆賢出任警察隊長，警察隊從印度孟買步兵團招募人員，同時提高薪金，藉此提高士氣。6年後，田尼出任警察隊長，警察隊發展至598人。同年，香港消防處成立，滅火隊脫離警察隊；11年後，監獄署 （即現今的懲教署） 成立，主要事務亦轉交由該署管理。此後，警察隊從本地招募更多華人人員，且從愛丁堡警隊招募蘇格蘭人來到香港擔任警官。1869年，第一间警察訓練學校成立。1870年代，警察隊得以全面革新，並且有效率地運作，罪案數字隨即大幅下降。警察隊同時積極本地化，提高比例招募華人人员，及繼續從愛丁堡警隊招聘蘇格蘭人來到香港擔任警官。期間，警察隊亦在非洲和西印度群島招募人員。1872年起，警察隊開始從蘇格蘭及倫敦警務處招募歐洲人警官來到香港任職。
1893年，33歲的梅含理出任警察隊長，設立了警察訓練學校（Police Training School），規例規定每名新入職者必須在該學校接受訓練後，方才能夠成為警員。1898年，英國展拓香港界址，3年內警察隊在新界11處興建警署，並且招募了300名警員。1904年，警察隊開始使用指紋識別 （鑑證），為當年最先進，以及世界上最先採用此法的警察隊之一。

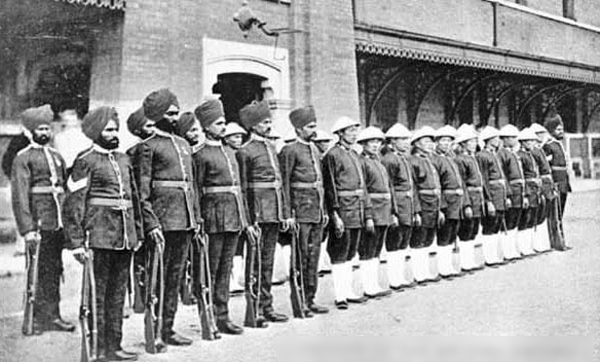
於1906年在大館舉行的檢閱儀式，包括摩羅差與差人。

## 第一次世界大戰時
第一次世界大戰期間，許多外籍警官離開香港，返回家鄉參軍。與此同時，政府召集平民加入警察隊，共有352人宣讀《香港警察誓詞》，被委任為特別警察（原意雷同英國特別警察），組成特別後備警隊，成為正規警察隊的有力後援及支援隊伍。同年，交通總部成立；警察隊同時在沿岸和河流航行的船隻上派駐主要由摩羅差所組成的反海盜部隊，以設海關，此即為水警總區的初形。

## 第一次世界大戰後

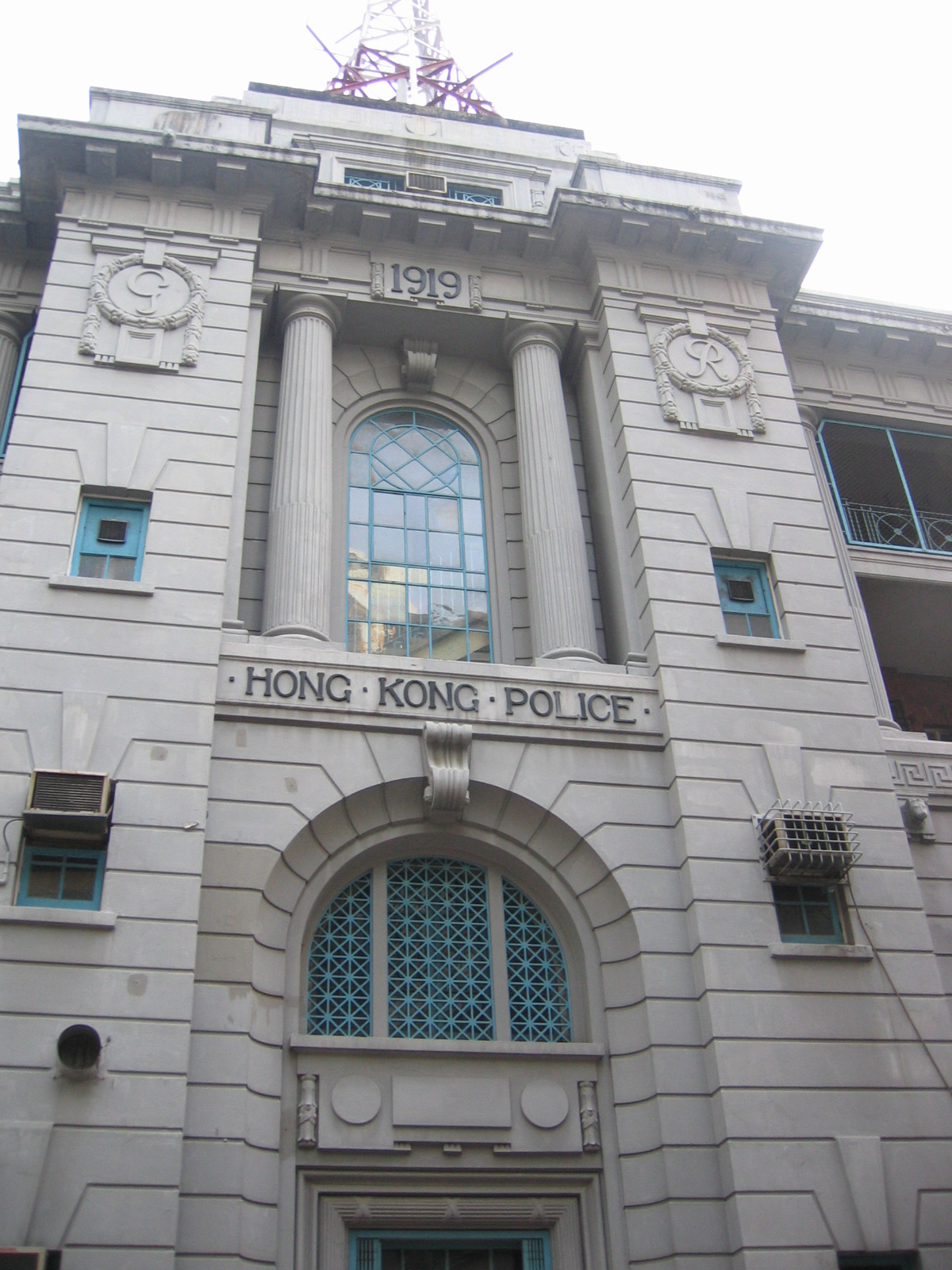
於1845年興建，於1919年重建的首間差館──前中區警署。

1922年，警察隊在山東招募人手以增強警察力量，在威海衛港口簽訂合約。同時依據人員國籍，分別編成英籍及印籍、華籍與葡籍三個大隊。當時人員編號加上英文字母，以茲悉別人員的國籍及背景：A 代表歐洲（主要來自英國）；B 代表印度 （摩羅差）；C 代表粵人（粵差）；D 代表山東人（山東差）；後來加上 E 代表白俄羅斯。除了上述種族人士投身警察隊以外，還有來自澳門、葡萄牙、土生土長的歐亞混血兒，及同樣為英聯邦的南非、澳大利亞、紐西蘭及加拿大等。除了字母，當時警察隊亦以人員的編號作為族裔的識別，例如：葡萄牙人的編號由3,000起，山東人的編號為由2,000起。另外，於1940年代，警察隊特別設立 F 代表於日本侵華期間負責防空洞秩序的人員，為數約30名。

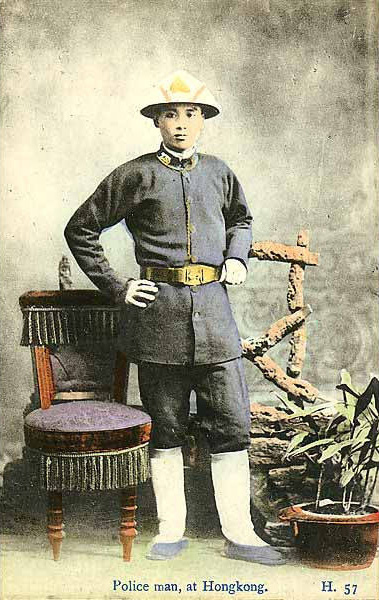
俗稱為「大頭綠衣」的差人。

不同種族的人員所配戴的警帽有所不同，歐籍人員戴設有尖刺的頭盔（後來改為使用禮帽），印籍警員以布包頭，華人警員則使用圓錐狀的竹帽（後來改為使用禮帽）。警員的夏季軍裝顏色為深綠色（後來改為卡奇色），冬季為深藍色。當時，警員之間的通訊依靠吹笛，因此，當時民間有句俗语，「ABCD，大頭綠衣，捉唔到賊，吹BB。」，描述當年人員的形象。
1923年，刑事偵緝處成立，同時附設攝影科，共有163人。兩年後發生省港大罷工，警察隊特別成立警察保護工人科。1927年，後備警隊及當年負責防暴任務的衝鋒隊成立。

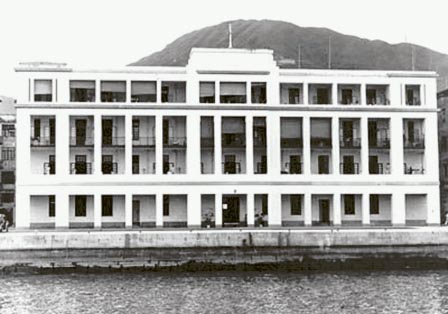
1932年的灣仔警署。

1934年，亨利被委任為警察隊首長，為72年來首位職業警官出任警察隊首長。兩年後，警察隊開始招募華籍副督察。

## 日佔時期
1941年12月，日本入侵香港期間，香港政府賦予警察憲兵地位，協助駐港英軍及皇家香港軍團共同抗敵。警務處偈力維持秩序，保護大眾。期間，無數人員殉職。
香港日佔時期，全數200名外籍警官被押進赤柱集中營淪為俘虜。大部分華籍人員仍然遵從訓令，在局勢稍為平穩時，回到所屬警局報到，繼續穿上軍裝當差。時而，警察被改名為「憲查」，軍裝亦有改變，警帽上的香港警察徽章被轉換為五角星。制服左臂部份掛上了寫有憲查編號的臂章，胸前掛上寫有隸屬的憲兵部及憲查編號的布塊。高級的憲查制服為白色，穿長筒靴，腰佩軍刀。當時，憲查當見到有日本軍人時，必須以日語講「辛苦了！」。
日本軍隊在廣州、東莞及寶安縣等地方，帶來了華籍保安隊隊員，作為憲查的臨時上司。於兩個月後，局勢被日本全然掌控後，保安隊隊員被送返中國大陸。日本對香港治行以軍法統治，以致當時斗膽犯案之徒極少。疑犯如果被逮捕，會被帶返警局紀錄後，押往犯案現場當場處決。
日本無條件投降、香港重光後，該批人員繼續留效於警務處。由於該批人員曾經於戰爭時執勤，因此警務處高層為茲識別，於人員編號種類上加上J代表於香港日佔時期加入的人員。此外，全部在日佔時期繼續為香港治安作出貢獻的人員，均獲得頒授4個勳章（勳章刻有1939至1945），以表揚此批人員在動盪時期仍然緊守崗位。不久後，所有用作種族識別的字母一律被取消。

## 香港重光後

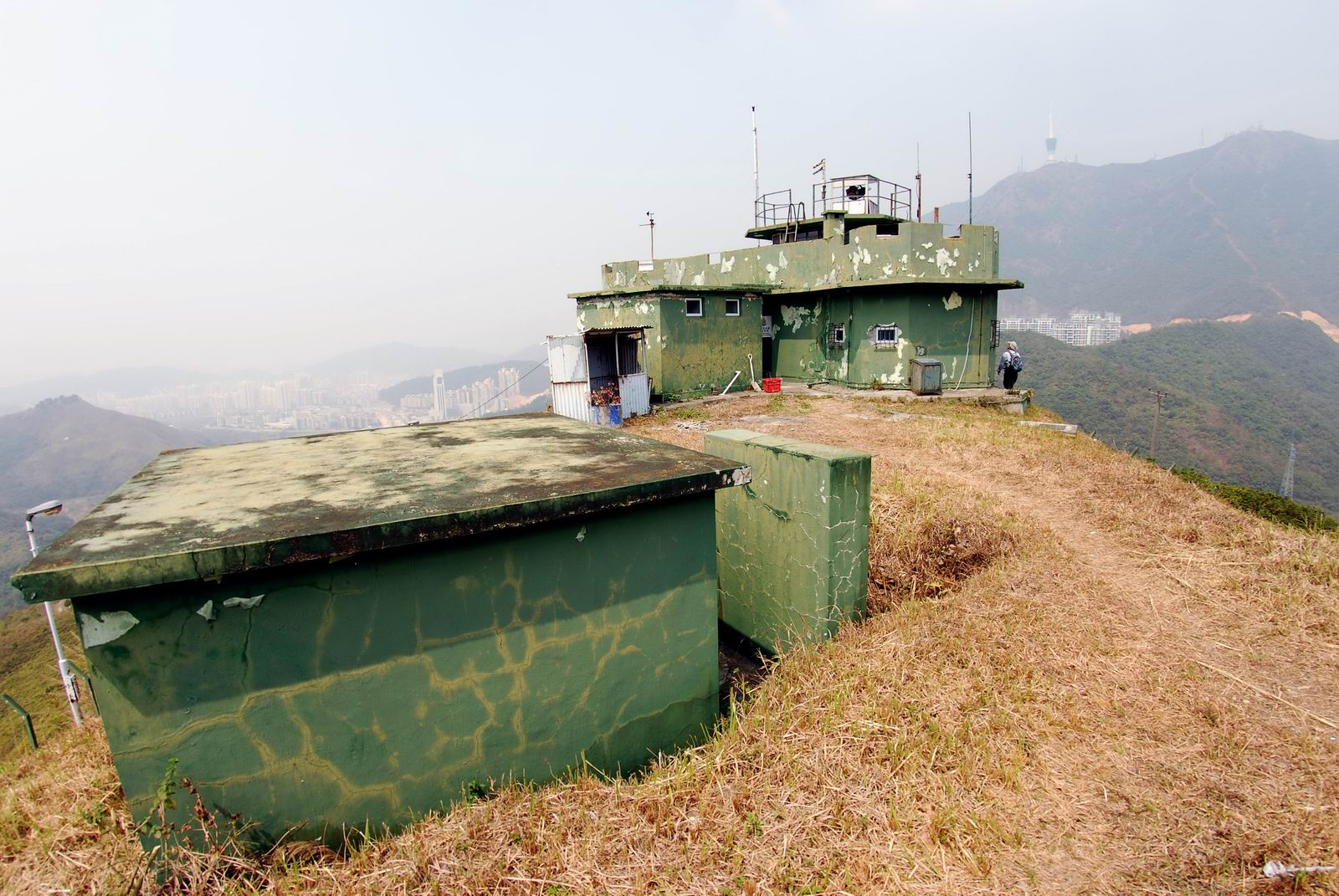
俗稱麥景陶碉堡的警崗。

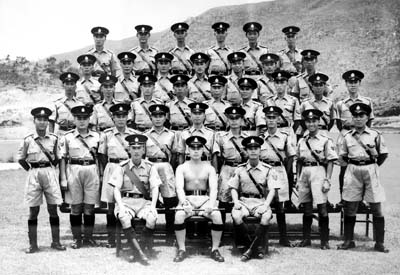
1954年，穿著夏季獵式軍裝的人員。

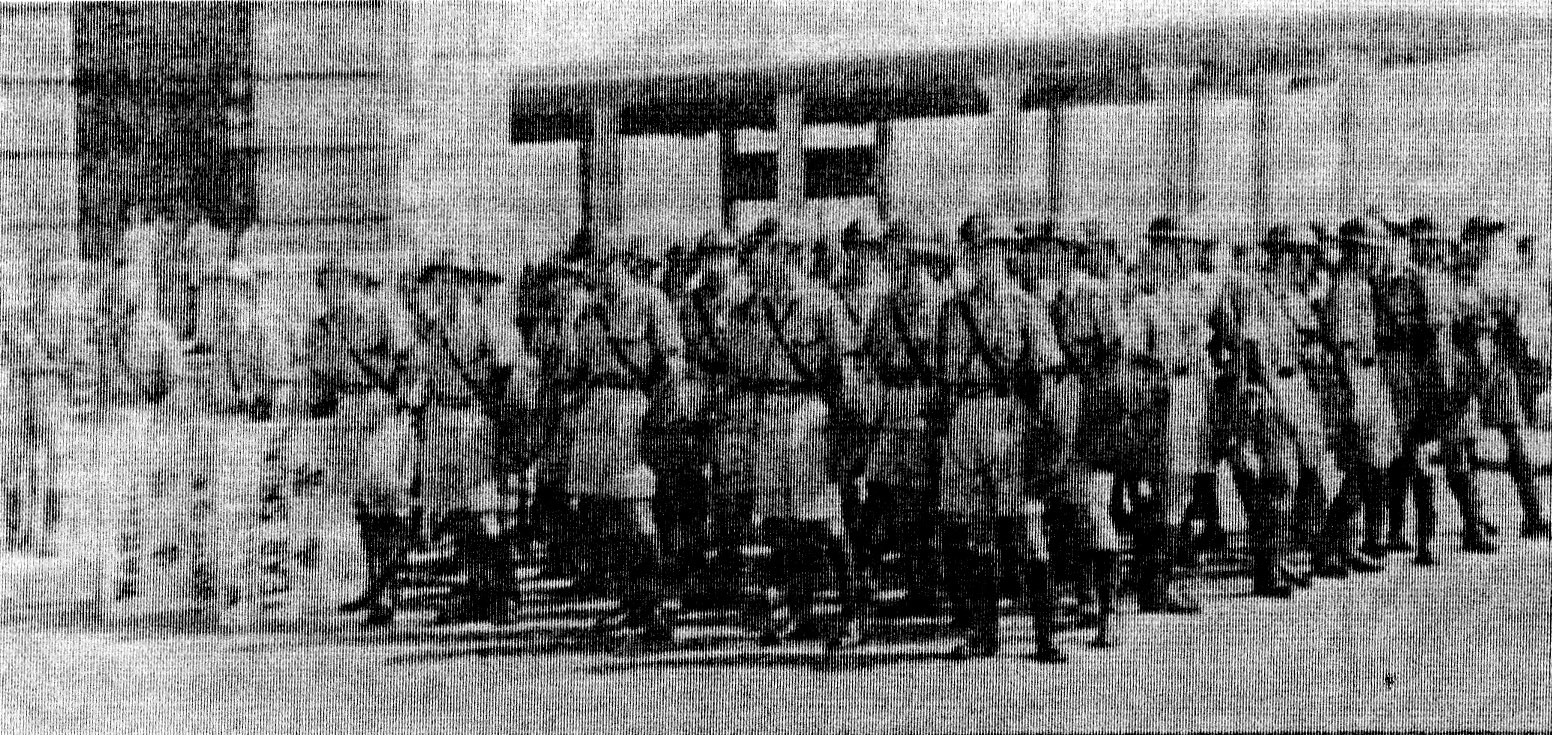
1956年，列隊的防暴隊準備處理雙十暴動。

1945年8月15日日本投降，香港重光，回歸香港政府統治，外籍警官離開集中營，繼續投入警察事務。不過經過3年多的集中營生活，警務處考慮到此批警官極須休養，因此於同年10月，此批警官紛紛被遣送回鄉休假，於一段時間後，才再度回到香港繼續服務。另外，於戰爭時曾經返回中國大陸的華人警員及警長紛紛回流香港報到。與此同時，警務處重新組織。1946年，新加坡警察部隊隊長麥景陶出任香港警務處處長，他向政府爭取增加各級人員的薪金、福利及待遇。當時軍器廠街的新香港警察總部正在興建，應徵加入警務處的投考人數以千計，當中多為退役外籍軍人或為來自其他英國殖民地的警察隊隊員，至此，警察隊發展至有2,401人。同年，海旁搜查隊成立，以監察所有離港船隻和乘客，作為反海盜措施。翌年，商業罪案調查科成立。及後，警察隊於邊境興建了多座警崗，此批警崗俗稱為麥景陶碉堡。與此同時，警察訓練學校於1948年正式成立，提高了警察隊的執法與準軍事行動的能力。1949年，警察隊開始招募女性督察，同時委任首任警察醫官，並且成立警隊化驗室和警犬隊。第二次世界大戰後，警務設置數目從戰爭前的21座警署增加至35座警署及11座警崗。
1950年，999緊急熱線設立，警察駕駛學校創立，香港警察樂隊成立。同時，警務處出現首位化驗師，並且開始招募女性警務人員，首批招募者為10名，於一年後畢業執勤。一年後，警務處開始從巴基斯坦招募人員。1952年年初，反貪污部成立。兩年後，警務處發展至有4,965名人員。1954年，毒品調查科成立。1956年10月10日發生雙十暴動期間，警務處全體出動，促成兩年後成立警察訓練分遣隊（即現今的警察機動部隊）。有組織罪案及三合會調查科亦於翌年成立。1959年，特別警察後備隊與特別警察隊合併成為香港輔助警察隊。
1961年，人民入境事務處（即現今的入境事務處）成立；5年後，交通處（即現今的運輸署）成立，主要事務亦轉交該署管理。

## 皇家時期

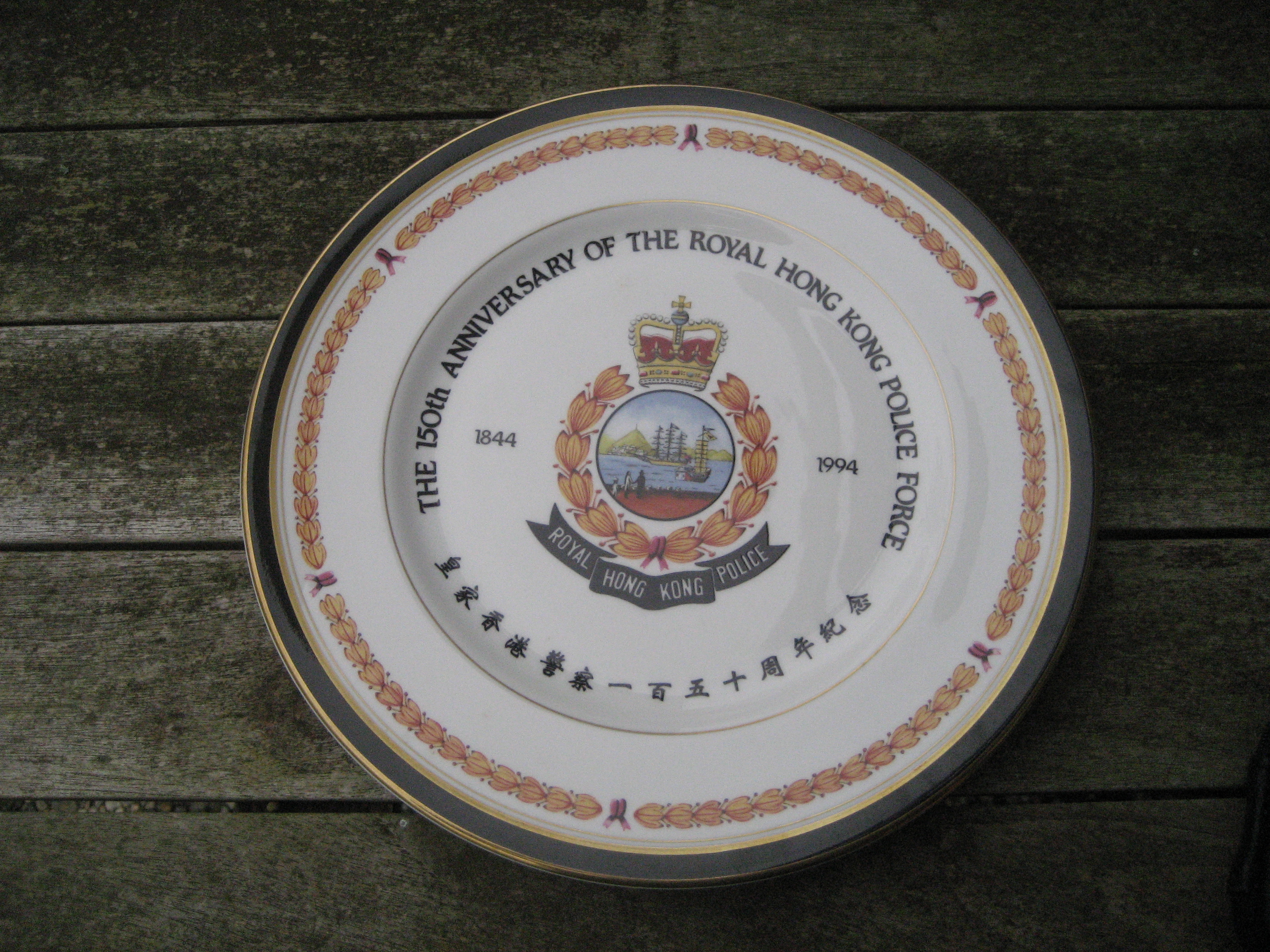
皇家香港警察一百五十周年紀念瓷盤

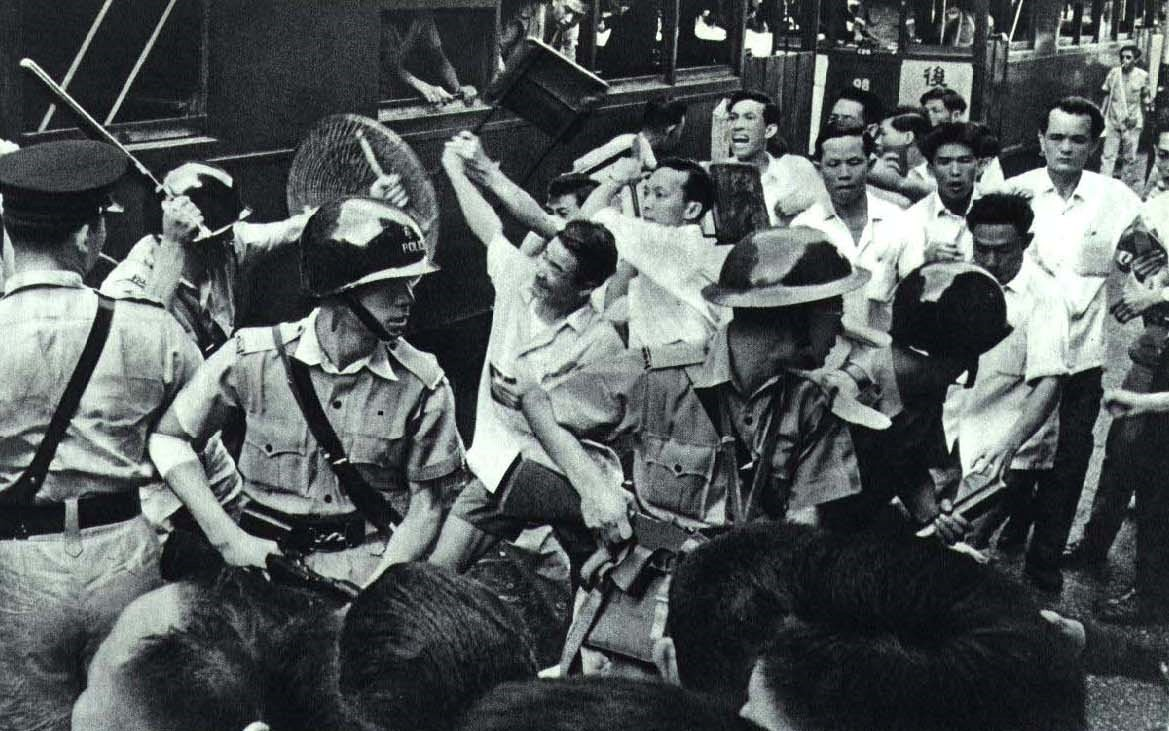
六七暴動期間的香港防暴警察，左右兩側警員分別配戴美式款M1鋼盔及英式款布洛迪鋼盔

1967年，香港親共人士在大陆文化大革命的影響下，发动六七暴動。由最初的罷工及示威，發展至後來的暗殺、土製炸彈放置及發動槍戰（包括沙頭角槍戰等）。在事件中，所有警务人員取消休假候命，多次與示威者對峙，防暴及作出大規模的拘捕行動。六七暴動期間，最少造成包括10名警务人員殉職在內的52人死亡，包括212名警务人員在內的802人受傷，1,936人被檢控；事件中總共涉及1,167個炸彈。香港警務處在防暴中的忠誠及勇敢表現備受讚賞，英国女王伊丽莎白二世為了表揚其在此次事件中所作出的防暴貢獻，於1969年4月賜封「皇家」頭銜，成為皇家香港警務處，為英联邦5支擁有皇家稱號的警隊之一。同時，由雅麗珊郡主出任警務處和香港輔助警察隊的榮譽總監。
儘管有反貪污部的廉政部門，然而警務處與社會上下一樣，六七十年代当时曾經存在極為嚴重的貪污行为。1970至72年，警察貪污、和黑社會合作等事常有發生。直至涉及貪污罪行的總警司葛柏落網，貪污風氣才得以壓下。直至1974年廉政公署 （ICAC）成立後，警察的形象才開始重回正軌。
授封隨後，警務處處長薛畿輔改革香港警察職級制度，開創警署警長職級，用以替代刑事偵緝高級警長和刑事偵緝甲級高級警長等位低權重職級。1973年6月，葛柏涉及天文數字的貪污罪行被揭發，掀起香港市民神經，事件直接促使獨立於警務處的總督特派廉政專員公署（即現今的廉政公署）於1年後成立。3年後警廉衝突發生，數以千計的人員遊行往香港警察總部聚會，同時請求時任處長施禮榮向政府反映問題。期間，一批比較激進的人員衝進位於金鐘夏愨道和記大廈的廉政公署執行處搗亂，其中5名廉署人員被警務人員毆打至受傷，事件一發不可收拾，最后，總督宣佈特赦方令事件平息。1979年，警務處從英國警察服務視察組邀請來3名高級警官到香港，全面檢討警務處的組織、警察力量調配、溝通機制及薪酬表等。經過數個月的研究，警務處及政府接納了調查委員會的全數建議，作出了大規模的重新組織及一系列的改革程序，包括為人員定下可以維持生活的薪酬、福利及待遇、成立香港警察隊員佐級協會以改善管理層與員佐級的溝通等。在此為期5年的變動後，警務處的制度經歷過大量大大小小的改革，綱紀獲得重大改善。
1970年，偵緝訓練學校成立；3年後，皇家香港警察少年訓練學校亦告成立。1972年，爆炸品處理課成立，以逐步取代原先由駐港英軍負責的相關事務。同期年代，警務處致力改善警民關係，投訴警察組（即現今的投訴及內部調查科）於1973年成立，警察公共關係科轄下的青少年組織少年警訊及首支特種警察部隊特別任務連亦於1年後相繼成立。1977年，警務處推行《無線電巡邏通話計劃》，並且成立警察總區指揮及控制中心。1982年重組警區，奠定現今的警察區域性結構規模。兩年後，警務處檢討建議，改革軍裝部指揮小組的結構，改善社區巡邏及輪更制度。
1980年代，隨著香港成为国际金融中心和国际贸易枢纽，社會空前繁荣，警務處與時並進，從準軍事化的警政模式逐漸邁向以服務為本的現代化警察隊；同時提高透明度，及對內部推行問責制。隨著中英联合声明的签署，警務處进一步本地化。首任華人警務處處長李君夏於1989年履新。而臨近香港主權移交前夕，香港治安情況轉壞，經常發生大陆人偷渡来港持械行劫的案件；一系列的事件亦深化了警務處進行針對性的檢討及改善，大幅度地提升警察力量，並且越来越專業。
1992年，警察搜查隊成立，以接任原先由駐港英軍負責的反恐搜查任務。
1994年起，警務處停止招聘外籍人員，以促進本地化；同年，警務處的外籍人員數目為790人。
1995年，野外巡邏隊成立，接管原先由駐港英軍負責的邊境禁區治安任務。隨著香港主權移交臨近，政治部於1995年解散，要人保護及反恐等內部保安任務交由至行動處屬下的不同部門負責；同年，次任華人警務處處長許淇安提倡服務文化，制訂了《優質服務策略》，引進了一連串新穎措施以推行、教育及加強服務。目標是發展一種服務文化，使到全體人員參與，不斷改善警察服務，確保能夠提供具備效率、效益及成效的優質警察服務，務求達致公眾期望。其後，警務處展開全面的諮詢，審核各方的意見及提議後，訂立了「抱負、目標及價值觀」。此份文件為警務處提供了一個清晰的導向（抱負），釐定了明確的職務（目標）及執行職務的指導原則（價值觀）。1997年，在許淇安的領導下，警務處展開了《顧客服務改善計劃》，將《優質服務策略》向前推進一大步。為求營造更為友善和親切的環境，在策劃及發展部的協助下，57所警署接受翻新工程。為求確保服務水平與時並進，警務處亦開始定期進行相關的獨立民意調查和顧客滿意程度調查。

## 香港主權移交後
1997年香港主權移交後，名稱恢復香港警務處原名並更換新的徽章；處長升格為香港政府主要官員，須由行政長官提名，中華人民共和國國務院任命，於《香港特別行政區政府憲報》中公布。
2001年至2006年年間發生了3宗涉及警員徐步高的殺人案──徐步高槍擊案，受到香港社會極高度的關注，3宗案件合共造成1名警衛、2名警員殉職及徐步高本人死亡，以及1名警員嚴重受傷。事件促成軍裝巡邏小隊重新檢討其架構及指引，包括規定日後登門處理案件及晚上8時以後，徒步巡邏必須至少兩人。
2005年，香港反對世貿遊行衝突在灣仔發生，世界各國反對世貿組織和反全球化運動示威者齊集，發起遊行及示威的主要是韓國農民，由12月11日開始。起初示威遊行，引起零星衝突；至12月17日，韓國農民在灣仔區浪接浪的衝擊警察防線、襲擊警務人員，並且企圖闖入香港會議展覽中心新翼以阻止會議進行。會議舉行期間韓國農民激烈抗爭，襲擊警務人員及衝擊警察的防線，警察機動部隊人員需要改為裝備「鐵甲威龍」，組織成防護性極強的陣式衝鋒，成功抵禦韓國農民的衝擊。會議閉幕前夕，韓國農民失控，由初期的各處小規模衝擊演變成集中全體的大規模騷動，部份示威者突破警察的防線佔據灣仔多條街道，並且企圖攻向會場，與警察機動部隊發生攻防戰，最終警察機動部隊需要出動非殺傷性武器，包括：胡椒噴霧及催淚煙等去平息騷亂，至清晨時分開始及平靜。事件中910人被拘捕，做成包括61名人員在內的141人受傷。

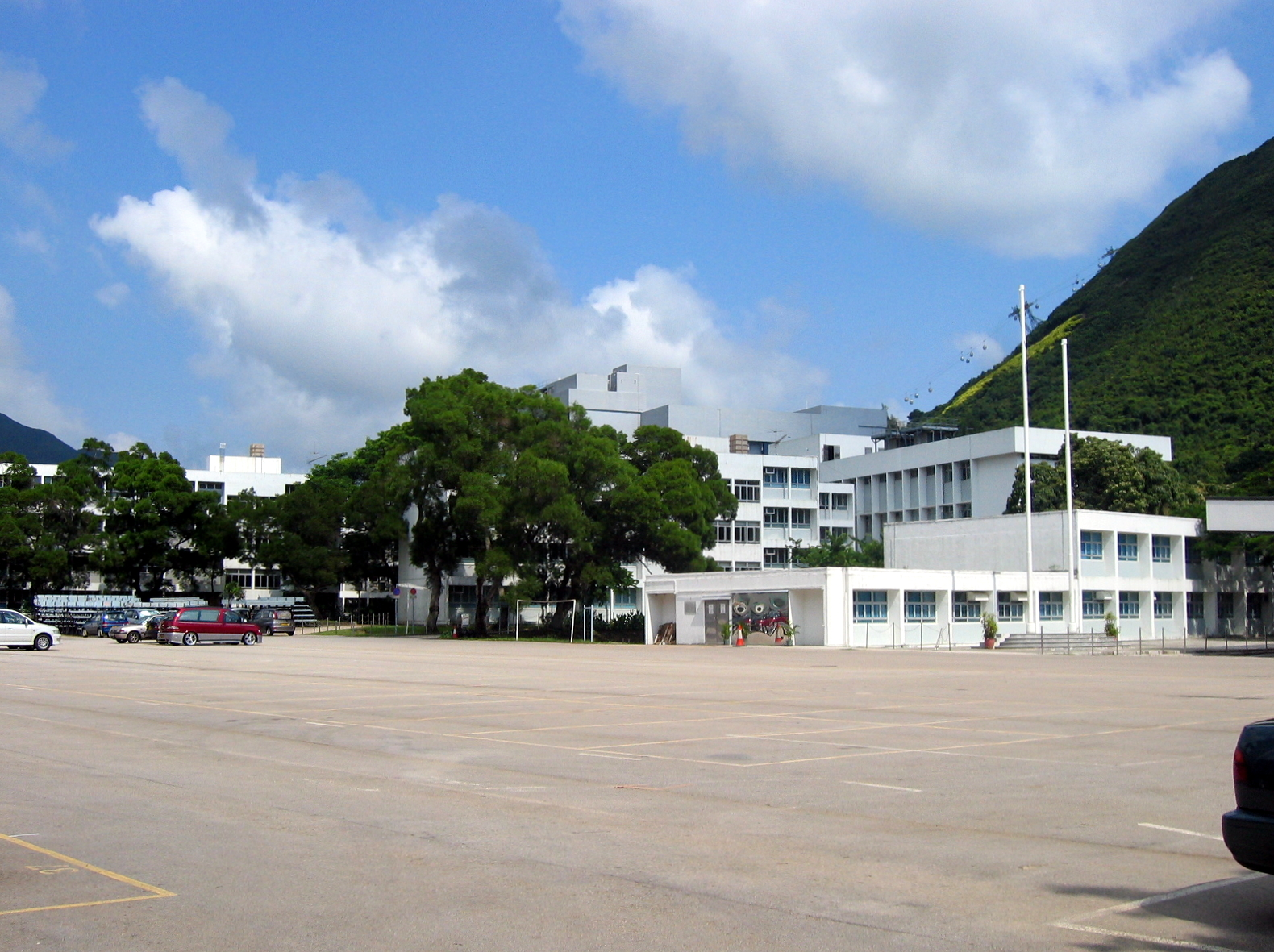
香港警察學院的步操場。

2006年，警察訓練學校升格為香港警察學院，以警察學院及大學混合的模式運作，成為香港紀律部隊中唯一授予專上教育的學院。
2014年佔領中環运動期間，香港警察在曾偉雄命令下，向在金鐘街道的和平示威者發射催淚彈，做法備受爭議，事件引發長達79天的佔領行動，並延伸至旺角、銅鑼灣等地。
2022年7月1日起，香港警隊全面轉用中式步操。

## 紀錄

### 職級首任
- 首任督察：1844年，Smithers & MacGregor
- 首位總督察：1875年，G. Horspool
- 首位高級警司：1951年4月1日，邰華（後改譯為戴磊華）( P.I.M. Irwin )
- 首任總警司：1964年4月1日，莫禮信、敖禮利、郝樂夫、施禮榮、竇信及羅彼得
- 首位警務處助理處長：1948年10月1日，畢明達及衛理臣
- 首位警務處高級助理處長：1964年4月1日，韋磊夫及管儀
- 首位警務處副處長：1938年1月1日，費度
- 首位警務處處長：1938年1月1日，亨利

#### 華人首位
- 首位華人督察：1843年，楊佐，為於警察隊成立前，首位華人督察。[25]
- 首位華人高級督察：1961年1月1日，林大衛及林文浩
- 首位華人總督察：1954年1月1日，方奕輝
- 首位華人助理警司：1954年12月1日，方奕輝
- 首位華人警司：1957年12月1日，方奕輝
- 首位華人高級警司：1966年4月1日，方奕輝
- 首位華人總警司：1968年4月1日，方奕輝
- 首位華人警務處助理處長：1977年3月25日，司徒志仁
- 首位華人警務處高級助理處長：1984年6月1日，李君夏
- 首位華人警務處副處長：1941年，羅棟勳
- 首位華人警務處處長：1989年12月2日，李君夏

#### 女性首任
- 首位女性警目：鄧婉湄於1954年加入警務處，在35年的生涯中屢創先河，包括成為首位女警目、首位女警長、首位警察訓練學校女教官，並且是第一位女警務人員修讀偵緝訓練課程。
- 首位女性警長：鄧婉湄
- 首位女性副督察：1949年12月1日，許錦濤（別號高健美 Kimmy Koh）
- 首位女性高級督察：1963年6月21日，J. Panter
- 首位女性華人高級督察：呂芷英和李愛蓮（Lui Che Ying 和 Lee O'lin），1967年4月1日
- 首位女性助理警司：1958年4月1日，柏德力（Margaret Mary Patrick）
- 首位女性警司：1963年12月8日，羅慧儂（Marjorie Elsie Lovell）
- 首位女性華人警司：1971年8月1日，呂芷英
- 首位女性高級警司：1971年6月23日，羅慧儂
- 首位女性華人高級警司：1981年10月1日，王梁錦珊（Wong Leung Kam Shan Felicia）於1963年加入警務處，於35年的生涯中屢創先河，包括成為首位女華人高級警司、首位女華人總警司，於1995年獲晉升為警務處助理處長，為當年有史以來職級最高的女性警務人員，表現卓越。於1999年3月光榮退休，服務期間，王梁錦珊獲得多項獎章，包括於1981年獲頒殖民地警察長期服務獎章、於1986年獲頒殖民地警察勞績獎章、於1996年獲頒女皇警察獎章及於1998年獲頒銅紫荊星章等。[26][27]。
- 首位女性總警司：1977年5月14日，高迪華（Ann Calderwood）
- 首位華人女性總警司：1987年6月10日，王梁錦珊
- 首位女性警務處助理處長：1995年1月21日，王梁錦珊[28]
- 首位女性警務處高級助理處長：2014年9月19日，趙慧賢[29][30][31]
- 首位女性警務處副處長：2017年7月8日，趙慧賢

##### 崗位首任
- 首位機場特警組女性人員：2003年，張美蘭
- 首位爆炸品處理課女性人員：高級督察傅逸婷[32]（現任將軍澳警區副指揮官）
- 首位水警總區女性指揮官：鄭慕絲

#### 香港主權移交後少數族裔首位
- 香港主權移交後首位少數族裔及巴基斯坦警員：2011年，呂文迪，華人與巴基斯坦混血兒，母為香港人，於香港土生土長，於文法中學中七預科畢業。[33]
- 香港主權移交後首位少數族裔由警員晉升督察及首位少數族裔見習督察：2017年，呂文迪（現任元朗警區署理總督察（刑事）[34]
- 香港主權移交後首位少數族裔及巴基斯坦女性警員：2012年8月18日，海內（Heina）[35]，於香港土生土長[36][37]。

### 其他首任
- 首位福利主任：1962年5月23日，韋祿全
- 首位訓練主任：1959年11月3日，衛理
- 首位音樂總監：1951年，科士打
- 首位膳食主任：1959年11月30日，貝柏
- 首位警民關係主任：1973年，伍靜國（後官至警務處行動處處長、懲教署署長）

## 軼事
於1950年代初，男性警員新入職的起薪點月薪為124港元。 1952年，男性警員新入職的起薪點月薪為165港元；1962年，男性警員新入職的起薪點月薪為220港元，女性警員新入職的起薪點月薪為180港元（同時不屬於長俸制度的）。1964年，督察的薪酬為980港元。

## 延伸阅读
- Kam C. Wong (黃錦就). Policing in Hong Kong: Research and Practice (London: Palgrave, 2015)
- Kam C. Wong (黃錦就). Policing in Hong Kong: History and Reform (Boca Raton, Fl.: CRC Press, 2015)
- Kam C. Wong (黃錦就). Policing in Hong Kong: Policing in Hong Kong (Aldershot, UK: Ashgate, 2012)

## 外部連結
- 警隊歷史 （页面存档备份，存于）